# دار نشر جامعة ييل

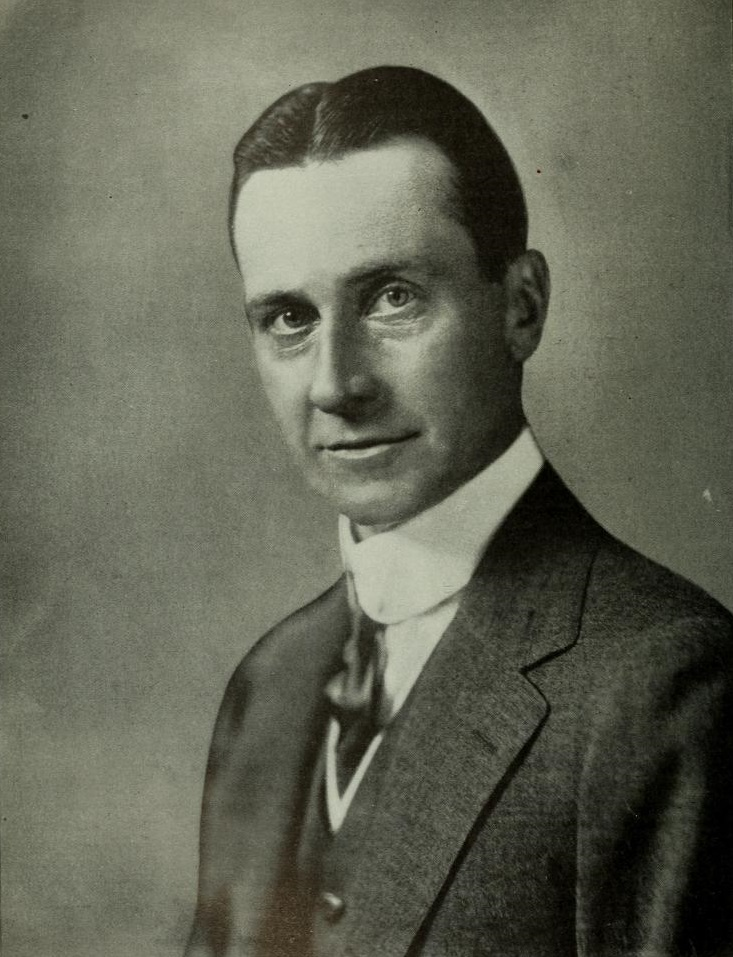
جورج بارملي داي، مؤسس دار نشر جامعة ييل

دار نشر جامعة ييل (بالإنجليزية: Yale University Press) هي دار نشر تابعة لجامعة ييل. أسَّسَها جورج بارملي داي في عام 1908، وأصبحت قسمًا رسميًا في جامعة ييل عام 1961، ولكنها تظل مستقلة ماليًا وتشغيليًا.
بحلول عام 2020، نشرت مطبعة جامعة ييل حوالي 300 كتابًا جديدًا بغلاف مقوى و150 كتابًا جديدًا بغلاف ورقي سنويًا، ولديها قائمة كبيرة من الكتب في قائمة الطباعة تصل إلى حوالي 5000 كتاب. فازت كتبها بخمسة جوائز كتاب وطنية، وجائزتين من نادي نقاد الكتب الوطني، وثمانية جوائز بوليتزر.
للمطبعة مكاتب في نيو هيفن، كونيتيكت ولندن، إنجلترا. مطبعة جامعة ييل هي المطبعة الجامعية الأمريكية الوحيدة التي تقوم بعمليات نشر واسعة النطاق في أوروبا. كان أحد مؤسسي شركة ترايليتيرال المحدودة للتوزيع مع مطبعة أم آي تي ومطبعة جامعة هارفارد. بيعت ترايليتيرال إلى شركة أل أس سي للاتصالات [الإنجليزية] في عام 2018.

## السلاسل وبرامج النشر

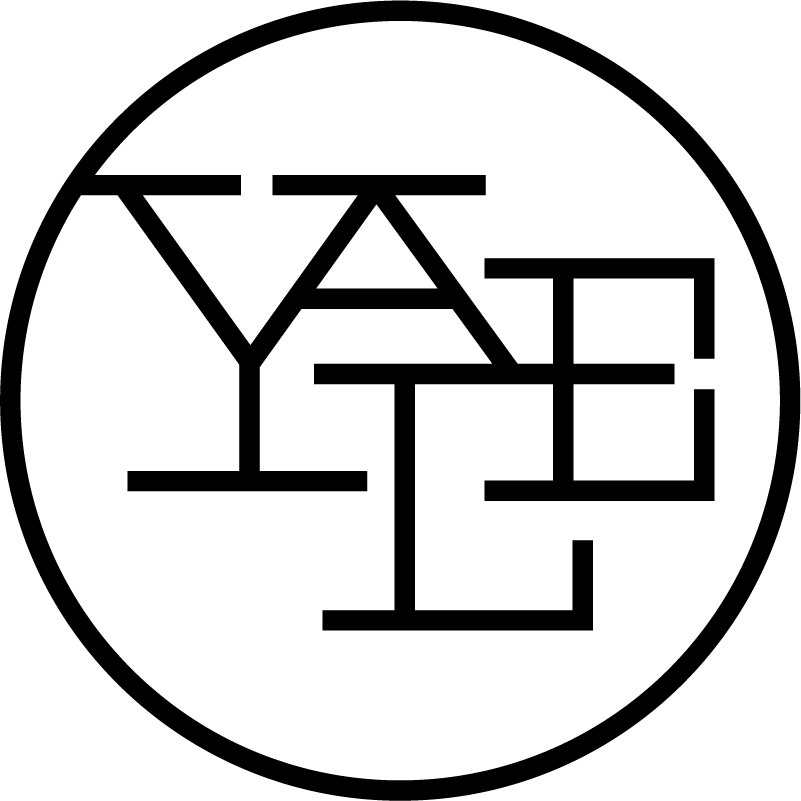
الشعار الأصلي لمطبعة جامعة ييل، صممه بول راند

### سلسلة ييل للشعراء الصغار
منذ إنشائها في عام 1919، نشرت مسابقة سلسلة ييل للشعراء الشباب أول مجموعة شعر للشعراء الجدد، والفائز الأول كان هوارد باك، والفائزة عام 2011 كانت كاثرين لارسون.

### سلسلة ييل للدراما
يتكفل مطبعة جامعة ييل ومسرح ييل ريبيرتوري [الإنجليزية] برعاية مسابقة كتابة المسرحيات "ييل دراما سيريز" بشكل مشترك. يمنح الفائز بالمسابقة السنوية جائزة ديفيد سي هورن بقيمة 10,000 دولار، ونشر مسودته من مطبعة جامعة ييل، بالإضافة إلى عرض مسرحي نصيّ على مسرح ييل ريب. تمول سلسلة ييل للدراما وجائزة ديفيد سي هورن من مؤسسة ديفيد تشارلز هورن.

### سلسلة أنكور ييل بيبل
استحوذت مطبعة جامعة ييل في عام 2007 على سلسلة "أنكور بيبل"، وهي مجموعة تضم أكثر من 115 مجلدًا في الدراسات الكتابية، من شركة دابلداي للنشر. تنشر الآن العناوين الجديدة والقائمة الخلفية تحت اسم سلسلة "أنكور ييل بيبل".

### سلسلة مستقبل الديمقراطية الأمريكية
تقوم مطبعة جامعة ييل بنشر سلسلة "مستقبل الديمقراطية الأمريكية "، التي "تهدف إلى فحص والحفاظ على رؤية الديمقراطية الأمريكية التاريخية وتجديدها في سلسلة من الكتب التي تألفها بعض أبرز المفكرين في أمريكا"، بالشراكة مع مؤسسة مستقبل الديمقراطية الأمريكية [الإنجليزية].

### سلسلة لامار في التاريخ الغربي
تأسست سلسلة لامار في التاريخ الغربي (التي كانت تعرف سابقًا باسم سلسلة ييل للأمريكانا الغربية) في عام 1962 لنشر الأعمال التي تعزز فهم الشؤون الإنسانية في الغرب الأمريكي والمساهمة في فهم أوسع لأهمية الغرب في الحياة السياسية والاجتماعية والثقافية لأمريكا.

### سلسلة محاضرات تيري
تأسست محاضرة دوايت إتش تيري في عام 1905 لتشجيع النظر في الدين في سياق العلوم الحديثة وعلم النفس والفلسفة. وقد حرّرت العديد من هذه المحاضرات، التي يستضيفها جامعة ييل، على شكل كتب من قِبل مطبعة جامعة ييل.

### ييل نوتا بيني
في 22 سبتمبر 2000، أعلنت مطبعة جامعة ييل عن إطلاق علامة تجارية جديدة تحت اسم "ييل نوتا بيني" [تعبير لاتيني يعني لاحظ جيداً] والتي ستضم إعادة طبع الكتب الأكثر مبيعاً والكلاسيكية التي نشرتها مطبعة جامعة ييل في مجالات مثل التاريخ والدين والعلوم والشؤون الحالية والمراجع والسيرة الذاتية، بالإضافة إلى الأدب والشعر والمسرح.

## الجدل

### تشويه تنسيق كتاب "عمل الإنسان" للمفكر الاقتصادي لودفيغ فون ميزس
في عام 1963، نشرت المطبعة طبعة منقحة من عمل الإنسان (كتاب) لودفيج فون ميزس. وفي عدد 5 مايو 1964 من مجلة ناشونال ريفيو، كتب هنري هازليت مقالة بعنوان "تشويه عمل فني"، متهماً مطبعة جامعة ييل بتنضيد الطبعة الجديدة عمداً بأسلوب الهواة، بسبب المعتقدات الأيديولوجية المختلفة للمطبعة.

### الكارتون المثير للجدل
في أغسطس 2009، أثار مسؤولو المطبعة جدلاً كبيرًا عندما قرروا حذف نسخ من الرسوم الكاريكاتورية المثيرة للجدل في قضية الرسوم الكاريكاتورية للنبي محمد من كتاب علمي بعنوان الرسوم الكاريكاتورية التي هزت العالم [الإنجليزية] للأستاذة جيت كلاوسن.

## مقالات ذات صلة
- جامعة ييل
- مطبعة معهد ماساتشوستس للتكنولوجيا
- دار نشر جامعة هارفارد